# Rohrhof (Aiterhofen)
Rohrhof ist ein Gemeindeteil der Gemeinde Aiterhofen im niederbayerischen Landkreis Straubing-Bogen.
Der Weiler liegt im Gäuboden auf der Gemarkung Amselfing drei Kilometer östlich von Ittling. Es gibt sechs Gebäude mit Wohnraum (2021).

## Geschichte
Rohrhof war ein Gemeindeteil der ehemaligen Gemeinde Ittling und wurde durch die Eingemeindung von Ittling im Jahr 1972 ein Stadtteil von Straubing. Im Jahr 1978 wurde Rohrhof aus der kreisfreien Stadt Straubing in die Gemeinde Aiterhofen im Landkreis Straubing-Bogen umgegliedert. Bei der Volkszählung 1987 gab es in Rohrhof elf Einwohner, vier Wohnungen und vier Gebäude mit Wohnraum. Eine Karte aus der Zeit um 1860 zeigt an der Lage von Rohrhof Bebauung. Die Benennung als Rohrhof in einer Topographischen Karte erfolgt erstmals in einer Ausgabe von 1945.